# Liste der Bürgermeister von Managua
Liste der Bürgermeister von Managua.
| Name          | Vorname Name                                           | Amtsantritt    | Kommentar     |
| ------------- | ------------------------------------------------------ | -------------- | ------------- |
| Rovira        | Juan Rovira                                            | 1819           |               |
| Rovira        | José Antonio Rovira                                    | 1820           |               |
| Moreira       | Timoteo Moreira                                        | 1833           |               |
| Chives        | Rafael Chives                                          | 1834           |               |
| Espinosa      | Manuel Espinosa                                        | 1837           |               |
| Blanco        | Demetrio Blanco                                        | 1839           |               |
| Zamora        | Santos Zamora Solórzano                                | 1840           |               |
| Chives        | Bernardo Chives Cháves                                 | 1842           |               |
| Sandoval      | José León Sandoval                                     | 1845           |               |
| Pérez         | Etanislao Pérez                                        | 1848           |               |
| Moreira       | Ambrosio Moreira                                       | 1849           |               |
| Corea         | Gabriel Corea                                          | 1850           |               |
| Chives        | Ubaldo Chávez                                          | 1852           |               |
| Chives        | Ubaldo Chives                                          | 1853           |               |
| Morales       | Policarpo Morales                                      | 1856           |               |
| Moreira       | Esteban Moreira                                        | 1857           |               |
| Mejía         | Juan Mejía Solís                                       | 1858           |               |
| Osorno        | Pánfilo Osorno                                         | 1859           |               |
| Obando        | Pdero Obando                                           | 1860           |               |
| Moreira       | Esteban Moreira                                        | 1861           |               |
| Solórzano     | Francisco Solórzano                                    | 1862           |               |
| Fonseca       | Pascual Fonseca                                        | 1863           |               |
| Reñasco       | Francisco de los Ángeles Santos Reñasco                | 1864           |               |
| Aragón        | Carlos Aragón                                          | 1865           |               |
| Bravo         | Indalecio Bravo                                        | 1866           |               |
| Alvarado      | Nicanor Alvarado                                       | 1868           |               |
| Fonseca       | Carmen Fonseca                                         | 1869           |               |
| Morales       | Félix Morales                                          | 1870           |               |
| Fonseca       | Pascual Fonseca                                        | 1871           |               |
| Zavala        | Adrián Zavala                                          | 1872           |               |
| Guerrero      | Pastor Guerrero                                        | 1873           |               |
| Bermúdez      | Francisco Bermúdez                                     | 1874           |               |
| Bengochea     | Carmen Bengochea                                       | 1875           |               |
| Torres        | Bruno Torres                                           | 1876           |               |
| Robleto       | José Ángel Robleto                                     | 1877           |               |
| Weis          | Agustín Weis                                           | 1878           |               |
| Solís         | Marcial Solís                                          | 1879           |               |
| Cajina        | Cleto Cajina                                           | 1880           |               |
| Zelaya        | José Santos Zelaya                                     | 1883           |               |
| López         | Luis E. López                                          | 1884           |               |
| Bengochea     | Carmen Bengochea                                       | 1886           |               |
| Gómez         | Luciano Gómez                                          | 1887           |               |
| Trinidad      | Rafael de Trinidad                                     | 1888           |               |
| García        | Terencio García                                        | 1889           |               |
| Orozco        | Serapio Orozco                                         | 1890           |               |
| Obando        | Pablo J. Obando                                        | 1891           |               |
| Largaespada   | Félix P. Largaespada                                   | 1892           |               |
| Hernández     | Jesús Hernández F.                                     | 1893           |               |
| Solórzano     | Ramón Solórzano Z.                                     | 1894           |               |
| Herrera       | Cupertino Herrera                                      | 1895           |               |
| Largaespada   | Félix P. Largaespada                                   | 1896           |               |
| Martínez      | Joaquín Martínez                                       | 1897           |               |
| Fonseca       | Francisco Fonseca Silva                                | 1898           |               |
| Estrada       | Irineo Estrada Morales                                 | 1899           |               |
| Moreira       | Juan de Dios Moreira                                   | 1900           |               |
| Estrada       | José Dolores Estrada Morales                           | 1901           |               |
| Torres        | Francisco E. Torres                                    | 1902           |               |
| Estrada       | José Aurelio Estrada Morales                           | 1903           |               |
| Ortega        | Benjamín Ortega                                        | 1904           |               |
| Rivas         | Heliodoro Rivas                                        | 1905           |               |
| Cajina        | Francisco Cajina                                       | 1906           |               |
| Espinoza      | Mariano Espinoza                                       | 1907           |               |
| Espinoza      | Rodolfo Espinoza                                       | 1908           |               |
| Aragón        | León F. Aragón                                         | 1909           |               |
| Huete         | Carlos Huete H.                                        | 1910           |               |
| Portocarrero  | Samuel Portocarrero                                    | 1911           |               |
| Solórzano     | Federico Solórzano                                     | 1912           |               |
| Bárcenas      | Camilo Bárcenas                                        | 1913           |               |
| Robleto       | José Ángel Robleto                                     | 1914           |               |
| Zavala        | Gilberto Zavala                                        | 1915           |               |
| Lacayo        | Constantino Lacayo                                     | 1916           |               |
| Largaespada   | Félix P. Largaespada                                   | 1917           |               |
| Rivas         | Deogracias Rivas                                       | 1918           |               |
| Morales       | Emilio Morales                                         | 1919           |               |
| Arróliga      | Nicolás Arróliga                                       | 1920           |               |
| Borge         | Max Borge                                              | 1921           |               |
| Solórzano     | José Solórzano Díaz                                    | 1922           |               |
| Cabrera       | Rafael Cabrera                                         | 1923           |               |
| Pasos         | Humberto Pasos Díaz                                    | 1925           |               |
| Leal          | Pablo Leal P.                                          | 1927           |               |
| Zelaya        | José María Zelaya Cardoza                              | 1928           | 1929          |
| Álvarez       | Jonás Álvarez                                          | 1930           |               |
| Pereira       | Juan Constantino Pereira                               | 1931           |               |
| Frixiones     | Francisco Frixione Avilés                              | 1932           |               |
| Villavicencio | Rafael Villavicencio                                   | 1933           |               |
| Bernein       | Eduardo Bernheim Delgado                               | 1934           |               |
| Largaespada   | Andrés Largaespada                                     | 1935           |               |
| Pérez         | Porfirio Pérez N.                                      | 1936           |               |
| Eva           | Octavio Eva                                            | 1937           |               |
| Montenegro    | Aurelio Montenegro Alvarez                             | 1938           |               |
| Robleto       | Hernán Robleto Huete                                   | 1939           |               |
| Zelaya        | José Santos Zelaya Cousin                              | 1941           |               |
| Zelaya        | Carlos G. Zelaya Cousin                                | 1944           |               |
| Murillo       | Andrés Murillo                                         | 1945           |               |
| Frixiones     | José Félix Frixiones                                   | 1948           |               |
| Murillo       | Andrés Murillo Largaespada                             | 1950           |               |
| Quintanilla   | Julio C. Quintana Villanueva                           | 1953           |               |
| Raskosky      | Gustavo Raskosky Páez                                  | 1954           |               |
| Lang          | Guillermo Lang Habid                                   | 1961           |               |
| Ramírez       | Humberto Ramírez Estrada                               | 1966           |               |
| Cruz          | Arturo José Cruz Porras                                | 1968           |               |
| Valle         | Luis Valle Olivares                                    | 1970           |               |
| Montenegro    | Orlando Montenegro                                     | 1975           |               |
| Ramírez       | Paul Atha Ramírez (Junta de Reconstrucción de Managua) | 1979           |               |
| Santos        | Samuel Santos López                                    | 1980           |               |
| Hassan        | Moisés Hassan Morales                                  | 1986           |               |
| Carrión       | Carlos Carrión Cruz                                    | 1989           |               |
| Alemán        | Arnoldo Alemán                                         | 1990           |               |
| Cedeño        | Roberto Cedeño Borgen                                  | 1995           |               |
| Fonseca       | Miriam Fonseca López                                   | 1996           |               |
| Cedeño        | Roberto Cedeño                                         | 1997           |               |
| Sánchez       | Leda Sánchez                                           | 1999           |               |
| Mayorga       | Ismael Mayorga                                         | 2000           |               |
| Lewites       | Herty Lewites                                          | 2001           |               |
| Marenco       | José Dionisio Marenco Gutiérrez                        | 2005           |               |
| Argüello      | Alexis Argüello                                        | 1. Januar 2009 | †1. Juli 2009 |
| Torres        | Daysi Ivette Torres Bosques                            | 7. Juli 2009   |               |